# 貝利
愛迪生·阿蘭迪斯·杜·拿斯文圖，KBE（1940年10月23日—2022年12月29日），更为人熟悉的是他的绰号贝利（葡萄牙語：Pelé)，巴西职业足球运动员，司職前鋒，更曾擔任巴西體育部長。於球壇被尊稱為「球王」()，在职业生涯中參與1,363場比賽中共攻进1,283球，並被寫進健力士世界紀錄。
1980年被欧美20多家媒体记者评为20世纪最杰出的运动员之首，1987年6月他被授予国际足联金质勋章，1999年被国际奥林匹克委员会（IOC）选举为“世纪运动员”，同年国际体育记者协会（AIPS）将贝利和贝肯鲍尔一同评选为20世纪最伟大运动员，2004年FIFA国际足联百年庆典他与“足球皇帝”贝肯鲍尔共同获得FIFA世纪最佳球员和足球名人大奖。2013年度国际足联颁奖礼在瑞士苏黎世举行。贝利获得首次颁发的国际足联荣誉金球奖，球王激动地泪洒现场。
他代表巴西國家足球隊出战世界杯時共攻入12球，其中在世界杯决赛攻入3球並三次捧得世界杯，是世界上唯一一位三奪世界盃球員。
2022年12月29日，比利因結腸癌惡化導致多重器官衰竭病逝於巴西聖保羅，享壽82歲，巴西政府發表官方聲明宣布為其全國哀悼三日，多名當代國際著名球星如、亦有公開致意哀悼。
2023年1月3日，比利的葬禮在桑托斯主場維拉貝爾米羅球場舉行。山度士公布，超過23萬人在公眾弔唁環節來到球場送別這位為巴西三奪世界盃冠軍的一代球王，包括新上任的總統盧拉。

## 生平

### 足球生涯
比利1940年10月23日出生在巴西特雷斯科拉松伊斯的一个贫寒家庭，小时只能赤脚踢球。比利在山度士開始他的足球生涯。15 岁时加入山度士队，16歲他成為聯賽的神射手並且是巴西國家隊的正選球員。當他在桑托斯隊的時候，憑著贝贝和的協助，就贏了9個國內的州際比賽冠軍、6個比賽冠軍、兩個南美解放者杯賽（南美盃）冠軍及兩個洲際盃。在桑托斯，為了慶祝比利在第1000顆進球，把每年的11月19日定為「比利日」。在贝利的生涯中，共踢了1363场正式比赛，打进1283个进球，这是有官方记载情况下的历史最高纪录。

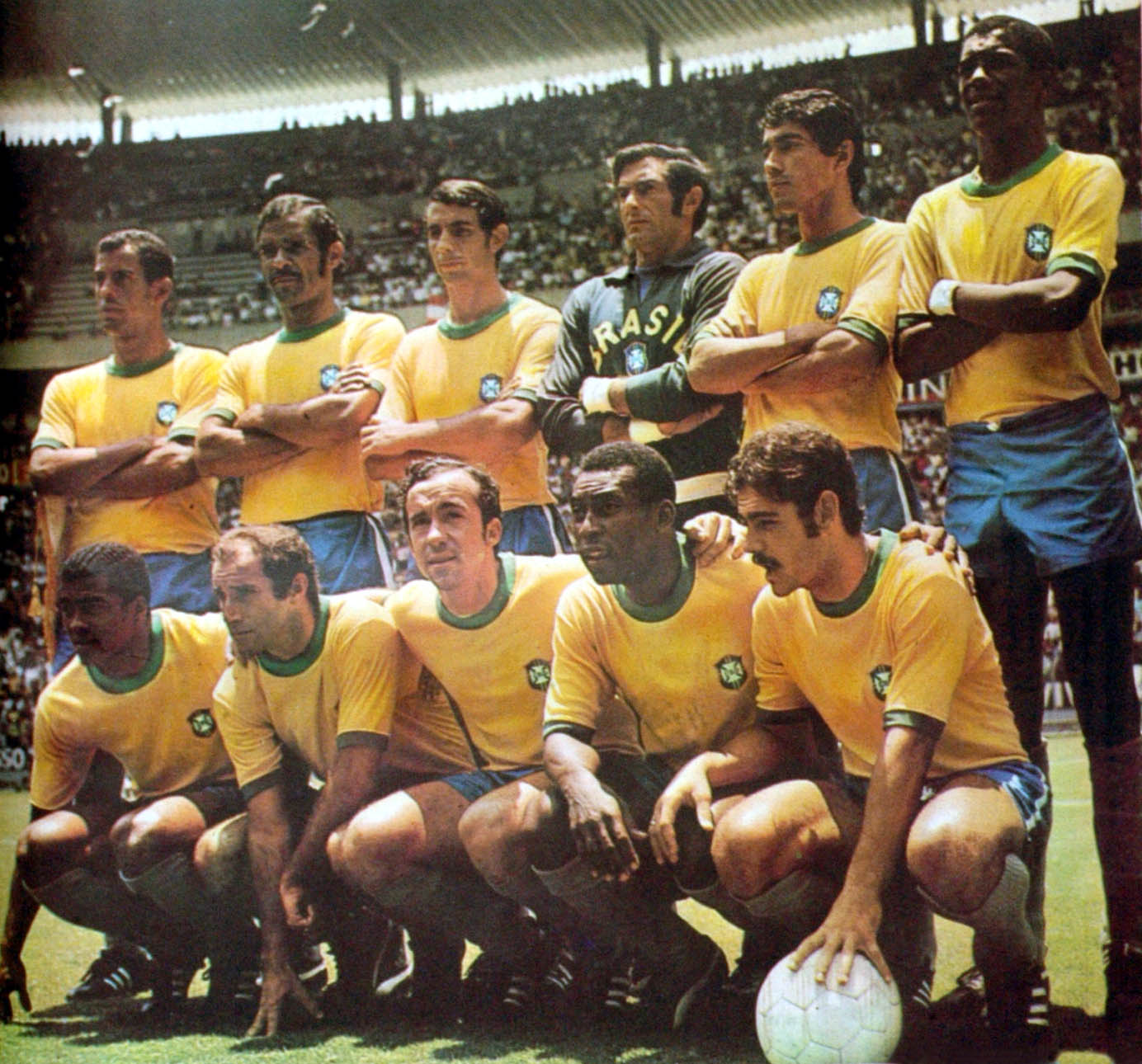
1970年世界盃巴西隊合照，右下第二位是比利。

1958年，他第一次参加FIFA世界杯。时年才刚满17岁。他以惊人的技巧驰骋赛场，使足坛惊呼：巴西出现了一位神童。當時，比利與加林查和组成了前锋铁三角。他在四分之一决赛中以一球小胜威尔士，在与法国的半决赛中上演帽子戏法，回應队友的支持。他魅力四射，在决赛对阵瑞典时以两粒绝妙的入球拿走FIFA世界杯。第一粒入球，他大胆将球挑过最后一个后卫，然后扫球入球门；第二粒入球是一记令人兴奋的头球，瑞典门将毫无防备。后卫西格·帕林赛后坦言：“第五个入球后，我都忍不住想拍手”。最終巴西在斯德哥爾摩與瑞典對陣的總決賽，以5比2打敗瑞典。而比利則以17歲的年紀在該場比賽中進了兩球，成為最年輕的進球球員。自此比利一舉成名，各大球會都爭相開出高價意圖拉攏他轉會，包括皇家馬德里、祖雲達斯、國際米蘭、曼聯等，祖雲達斯甚至提出以快意汽車的股份作加盟條件，但最後都未有成事。1961年，時任巴西總統雅尼奧·夸德羅斯為了阻止比利轉會至外國，以及拯救自己的民望，簽署了法案，宣佈比利為國寶。
1959年他攻入127球，1961年110球，两次捧走南美解放者杯（1961、1962），两次世界俱乐部冠军（1962、1963）和九次圣保罗州冠军。
後來他更參加了1962年、1966年和1970年的巴西世界盃。1962年贝利参加智利FIFA世界杯，但贝利在巴西队的首场比赛就负伤，未能再次上场。雖然沒有了比利，但他在场外看到自己的队友再一次為巴西夺得世界杯冠军。然而1966年世界杯他在巴西队第三场与葡萄牙的比赛，被担架抬下场。但是不同的是，这次他不得不在场外亲眼目睹自己的球队被淘汰出局。
1970年墨西哥世界盃成了他最後一次參與的世界盃。在首届以彩色电视信号向全球直播的FIFA世界杯赛上，贝利对阵捷克斯洛伐克队尝试从中场远射球门；对阵英格兰有一记头球，结果英格兰门将将球扑出；对阵乌拉圭他脚下溜球，晃过对方门将，随后小角度射门。墨西哥世界杯赛的决赛上，贝利攻入了巴西队象征性的第一百粒FIFA世界杯入球——纵身一跃，随后一记美妙的头球。
巴西在決賽中以4比1擊敗義大利，當中比利進了一球並助攻給和隊長卡洛斯·阿尔贝托各一球。巴西队第三次捧杯，成为前所未有的最强队伍已是无可非议的事实，他们因此也得以保留杯。贝利成为在世传奇。决赛后第二天，周日时报（Sunday Times）头条新闻刊登着：“您如何拼写贝利？上-帝。”
比利書寫了世界盃歷史上的一個傳奇：他14次出戰世界盃決賽階段比賽，扣掉傷退的兩場之外，其餘12場比賽不是有進球就是有助攻，或兩者兼有，即是代表他從不空手而歸，合計有12球10助攻，場均能參與1.83次得分，至今仍保有世界杯最多決賽助攻（3，1958：1/1970：2）、並列最多決賽進球（3，1958：2/1970：1）、累計最多助攻（10）、單屆最多助攻（1970：7）等紀錄。這個成績讓後來所有球員望塵莫及。有了比利和加林查，巴西未嘗一敗。直到他退出國家隊，比利於國家隊正式上陣92場，射入77球入球，當中有74%的賽事不敗。
比利的技術和靈巧的碰觸和進球能力都分別得到世界稱讚。他最有特色的個人技巧是「倒掛金鉤」。1974年10月2日，他從巴西足球隊退役後，他加入了北美洲足球聯賽的紐約宇宙隊。據報七百萬的三年合約使他成了北美洲足球聯賽中最高薪酬的足球運動員。
在他所參與紐約宇宙的三個球季，他在「聯賽第一隊」（某個球季中11位最好的球員）中榜上有名。1976年，他被名為「聯賽最有價值球員」。他那份三年合約意味著比利必須在北美洲足球聯賽常規賽事出戰，並且要到訪世界作許多表演賽。在那三年期間，他曾到訪中國、日本、瑞典、百慕大和烏干達。在他職業生涯最後一年，紐約宇宙隊贏得1977年的聯賽錦標。在那個球季，巴西卡洛斯·阿尔贝托和有「足球皇帝」之稱的加入了比利的隊伍。
1977年的一場友誼賽就是他的職業生涯中的最後一次參賽，當時的巨人體育館塞滿了球迷，而對陣球隊就是他前度的球會－山度士。上半場他在紐約宇宙隊隊伍中，而下半場則加入山度士。這場表演賽的門票在開賽前六星期售罄。1977年正式退役後，他偶然也在友誼賽中協助紐約宇宙隊。由於出席率下降，紐約宇宙隊嘗試為比利舉辦第二次退役仪式，但他拒絕了。

### 退役後
1995-1998年，比利出任巴西體育部長。
2000年，国际足联授予贝利世纪最佳球员称号。
2021年9月，贝利接受结肠癌手术，术后接受化疗，並且癌細胞一度擴散至肝脏和肺。
2022年11月29日，贝利因出现全身肿胀进入圣保罗市阿尔伯特·爱因斯坦医院接受治疗。12月3日，卡塔尔世界杯期间，因对贝利肠癌和呼吸道疾病的化疗未能有效，贝利已被转移至“临终病房”。贝利的心脏和肾脏都出现衰竭。12月21日，圣保罗市阿尔伯特·爱因斯坦医院表示贝利病情出现恶化並幾乎失去知覺。
根據巴西當地時間2022年12月29日的医院声明，贝利因为结肠癌引发的多器官衰竭於巴西當地時間2022年12月29日下午3點27分逝世，享壽82歲。巴西政府当天宣布自即日起该国为贝利去世哀悼三天。贝利的葬礼于2023年1月2日在圣保罗州桑托斯市举行，遺體安葬於普世紀念公墓。

## 風格
比利的身材不算出众，但却有着了不起的天赋。出色的速度、超凡的平衡能力、宽阔的视野以及惊人的控球能力，这些都是他的“武器”，当然，双脚以及头球的精准技术更帮助他一次次的敲开球门。
贝利还因将足球比赛变成为“美丽的比赛”而闻名。作为一名优秀的球員，他以在禁区内预测对手的举动以及精准有力的双脚射门而闻名。贝利是一名优秀的前锋，也是一名勤奋的团队球员，有着非凡的想法和智慧，能够精准传球，与队友配合并为他们提供助攻。

## 榮譽

### 球隊
桑托斯
- 南美自由盃冠軍：1962年、1963年。
- 州際盃冠軍：1962年、1963年。
- 巴西盃冠軍：1961年、1962年、1963年、1964年、1965年。

 紐約宇宙隊
- 美國職業聯賽冠軍：1977年。

### 個人
- 南美足球先生：1973年
- 國際足協世界足球先生
- 路透社世紀最佳運動員
- 法國隊報世紀最佳運動員
- FIFA 100
- 聯合國生態和環境大使：1992年
- 聯合國教科文組織在友好運動會的大使:1995年
- 國際奧委會世紀運動員：1999年
- 國際足協足球之家的「和马拉多纳并列世紀足球員」：2000年10月
- 2000年從南非總統頒發勞倫斯世界體育獎的終身成就獎
- 英国《世界足球》评选的20世纪最伟大的100名足球运动员第一位

### 國家隊
世界盃足球賽冠軍：1958年、1962年、1970年。

## 軼聞

### 暱稱
比利其實從小就討厭被人稱為「比利」（Pele）。他全名是Edson Arantes do Nascimento，Edson取自美國發明家湯瑪斯·愛迪生（Thomas Alva Edison），但父母將「i」字去掉。
「比利」是兒時玩伴給他的花名，當時他喜歡球員Bile，但口齒不清讀成Pele，所以被玩伴用來作為他的花名。當時，小比利已常因此與朋友爭辯，因為覺得被對方嘲笑。比利曾在記者訪問中披露，「我的童年很快樂！我的名字叫Edson，但朋友叫我Pele，我不喜歡，開始跟他們吵，我是愛迪生的粉絲，Pele是什麼東西？愛迪生很重要。」

### 「乌鸦嘴」
退役後，比利最為人所津津樂道的就是他的「乌鸦嘴」，每屆世界盃和歐洲國家盃，比利所看好的球隊大多都會被淘汰出局。
如1994年世界盃，比利預測哥倫比亞將會在美國捧走大力神盃。結果哥倫比亞出局，而哥倫比亞一名後衛球員更因於對美國的小組賽中自擺烏龍導致球隊敗陣而出局，回國後被槍殺。
又如2002年世界盃，比利當時預測決賽將會是阿根廷和法國對壘。但最後結果阿根廷和法國兩隊均在小組賽出局，而法國甚至在該屆世界杯一球進帳也沒有。2006年世界盃，四強組合為意大利、法國、德國、葡萄牙，當時比利預測德葡會在決賽碰頭，結果四強賽兩者皆被淘汰，德葡只能在季軍賽對壘。
再如2010年世界盃，比利預測決賽將會是非洲球隊對巴西，但第一輪完後非洲球隊除加納取勝外其餘球隊都無法獲得勝利。至於小組賽完後非洲球隊也只有加納能從小組賽出綫，最後當屆非洲成績最好的加納和巴西雙雙於八強被淘汰。
2012年奥运会过后，他还预测中国足球能参加2016年的巴西里约热内卢奥运会。而中國最終亦在被稱爲奧運足球亞洲區資格賽的2016年亞足聯U-23錦標賽分組賽三戰全敗包尾出局，無緣參加奧運。
2022年世界盃，比利看好巴西能再次奪冠，結果巴西在半準決賽被克羅地亞以互射十二碼淘汰，無緣奪冠。
當然，他的乌鸦嘴也不是每次成功。在2012年欧洲足球锦标赛西班牙在比利看好下成功衝破魔咒奪冠，證明比利的乌鸦嘴也有失效時（不过阴谋论者认为2012年欧洲杯假球泛滥，所以贝利乌鸦嘴失效），可能是巧合而已，但被其乌鸦嘴成功诅咒的球隊之多仍然令人膽寒，為人津津樂道。
另一件較為兩極的案例便是2014年世界盃。當年比利看好前屆世足冠軍西班牙以及季軍德國會拿下佳績，雖然西班牙早在分組賽就中箭落馬，但是德國卻成為巴西世足賽的冠軍。
另外，比利在2016年4月预测英格兰球队李斯特城能爆冷奪得2015/16的英超冠军，结果一個月後李斯特城果然坐上英超冠军宝座。但四年後贝利再次對李斯特城作出预测就再現「乌鸦嘴」，他在2020/21年度最後一輪英超比賽前预测，莱斯特城取得聯賽前四名，取得來屆參與欧冠的資格，结果莱斯特城在最后一轮0比2不敌曼联，最終只得英超第五位，与欧冠參賽資格擦肩而过。

## 外部連結
- 比利的十大进球 （页面存档备份，存于）
- 國際足球協會資料館 （页面存档备份，存于）
- （英文）比利進球片段 （页面存档备份，存于）
- （英文）比利個人的歷史
- （英文）ESPN經典：比利－足球之王 （页面存档备份，存于）
- （葡萄牙文）Pele.net （页面存档备份，存于）
- （葡萄牙文）Pele、Ole! （页面存档备份，存于）
- 比利簡介
- 比利簡介 （页面存档备份，存于）
- （英文）有關比利的網頁
- （英文）Prominent People – Pele （页面存档备份，存于）
- Extensive unofficial Pele site （页面存档备份，存于）
- 比利的一輯黑白影片
- 比利的一輯彩色影片
- 比利的烏鴉嘴史 （页面存档备份，存于）
- 貝利的新浪微博